# بیت شلالا
بیت شلالا (به عربی: بیت شلالا) یک منطقهٔ مسکونی در لبنان است که در شهرستان البترون واقع شده‌است. بیت شلالا ۶۰۰ متر بالاتر از سطح دریا واقع شده‌است.